# Cambogia ai Giochi della XXXIII Olimpiade
La Cambogia ha partecipato ai Giochi della XXXIII Olimpiade, che si sono svolti a Parigi, Francia, dal 26 luglio al 11 agosto 2024 con 3 atleti in 2 discipline.

## Delegazione
| Sport            | Uomini | Donne | Totale |
| ---------------- | ------ | ----- | ------ |
| Atletica leggera | 1      | 0     | 1      |
| Nuoto            | 1      | 1     | 1      |
| Totale           | 2      | 1     | 3      |

## Risultati

### Atletica leggera
| Q | Qualificato al turno successivo per la posizione in qualificazione                                                           |
| q | Qualificato per il turno successivo per ripescaggio o, negli eventi su campo, conquistando la misura minima per qualificarsi |

Maschile
Eventi su pista e strada
| Atleta         | Evento    | Batterie  | Batterie  | Ripescaggi | Ripescaggi | Semifinali      | Semifinali      | Finale          | Finale          |
| Atleta         | Evento    | Risultato | Posizione | Risultato  | Posizione  | Risultato       | Posizione       | Risultato       | Posizione       |
| -------------- | --------- | --------- | --------- | ---------- | ---------- | --------------- | --------------- | --------------- | --------------- |
| Chhun Bunthorn | 800 metri | 1'53"31   | 9º R      | 1'53"42    | 8º         | non qualificato | non qualificato | non qualificato | non qualificato |

### Nuoto
| Atleta                 | Evento                      | Batterie | Batterie  | Semifinali      | Semifinali      | Finale          | Finale          |
| Atleta                 | Evento                      | Tempo    | Posizione | Tempo           | Posizione       | Tempo           | Posizione       |
| ---------------------- | --------------------------- | -------- | --------- | --------------- | --------------- | --------------- | --------------- |
| Antoine De Lapparent   | 100 m stile libero maschili | 52"95    | 67°       | non qualificato | non qualificato | non qualificato | non qualificato |
| Apsara Katarina Sakbum | 50 m stile libero femminili | 26"90    | 38ª       | non qualificata | non qualificata | non qualificata | non qualificata |